# Мотор Січ (авіакомпанія)
Авіакомпа́нія ПАТ «Мото́р Січ», «Motor Sich Airline» (зареєстрована, згідно із законодавством України як структурний підрозділ ПАТ «Мотор Січ») — авіакомпанія України, що розташовується в Запоріжжі.
Основним майданчиком компанії (стоянка і комплекс авіатехнічних споруд: ангари, АТБ авіакомпанії тощо) є летовище «Запоріжжя».
Сертифікат експлуатанта № 025 від 22.01.2009 року видано «Укравіатранс». Ліцензія на виконання авіаційних перевезень № 041697 від 23 серпня 2007 року.

## Історія

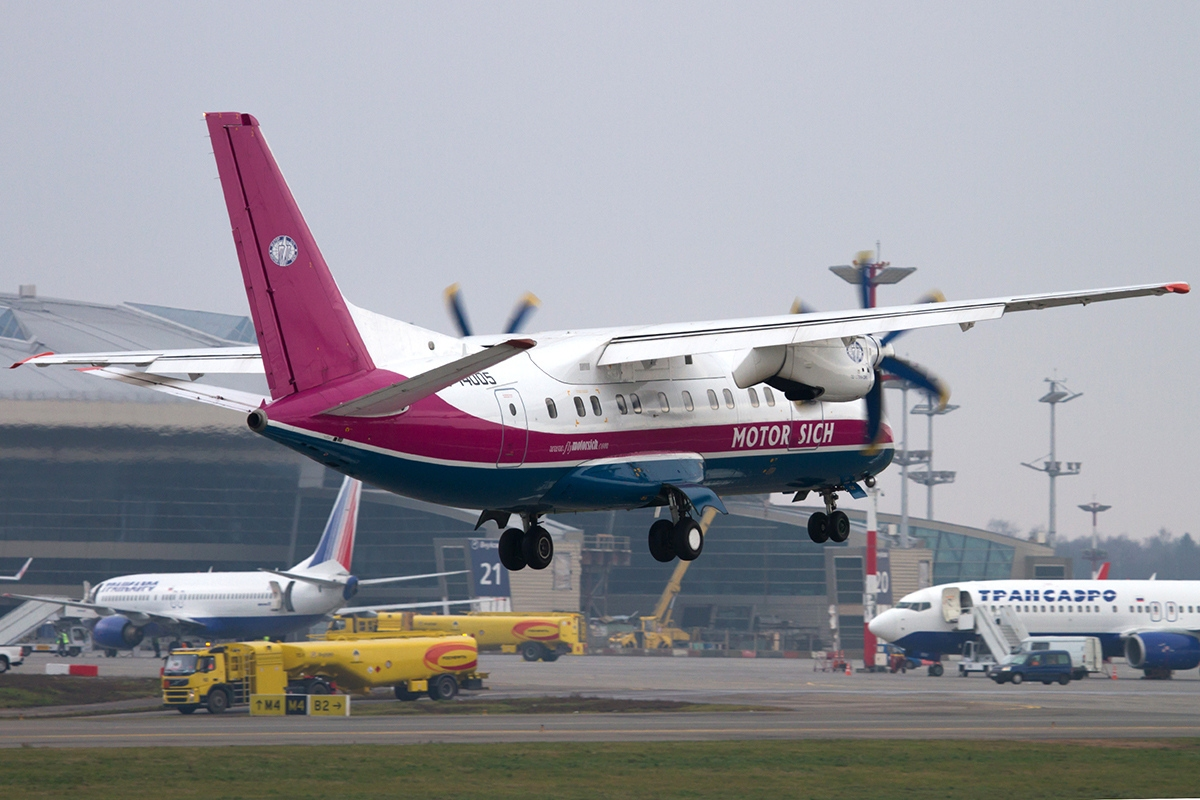
Ан-140-100 авіакомпанії «Motor Sich Airline»

Авіакомпанія заснована в 1984 році, власником є ПАТ «Мотор Січ». Станом на березень 2007 року, штат авіакомпанії становить 197 співробітників.
З квітня по листопад 2009 року авіакомпанія «Мотор Січ» перебувала у списку заборонених у ЄС авіакомпаній, однак згодом знову отримала право літати до ЄС.
У розкладі авіакомпанії «Мотор Січ» з 11 травня рейси до Ужгорода відсутні через нерентабельність рейсів. За словами міністра інфраструктури України Володимира Омеляна причиною цього є неадекватні вимоги авіакомпанії: комерційна окупність рейсів та реклама цього напрямку. Тому йшли перемовини щодо співпраці.
З листопада 2019 компанія скасувала всі рейси з Києва до Ужгорода, а також частину рейсів з Києва до Львова та Одеси. Натомість компанія планує збільшити кількість рейсів з Києва до Запоріжжя.
У зв'язку з повномасштабним вторгненням росії в Україну було припинено виконання усіх пасажирських рейсів авіакомпанії. Борти Ан-74 (UR-74026), Ан-140 (UR-14005), Ан-24РВ (UR-MSI, UR-BXC та UR-47297) та Як-40 (UR-MSX, UR-VBV та UR-88310) станом на 13 січня 2023 року перебувають в Україні. Борт UR-MSI було пошкоджено під час обстрілів Миколаєва, стан решти повітряних суден авіакомпанії «Мотор Січ» на території України невідомий. Борти Ан-12 (UR-11316 та UR-11819) станом на 13 січня 2023 року виконують вантажні перевезення за кордоном (13 січня 2023 року UR-11316 виконав рейс з Хассі-Месауду (Алжир) до Текірдагу (Туреччина), а UR-11819 — з Каїру (Єгипет) до Бургасу (Болгарія)).
1 липня 2022 року літак Ан-12 з реєстрацією UR-11316, при виконанні рейсу Стамбул – Ужгород, викотився за межі смуги в аеропорту Ужгород, в результаті чого був пошкоджений та потребував ремонту. Станом на 13 січня 2023 року літак було поремонтовано, та він продовжує виконувати вантажні рейси.
23 жовтня 2022 року СБУ затримала почесного президента компанії В'ячеслава Богуслаєва та начальника керівника департаменту зовнішньо-економічної діяльності компнанії за підозрою у держзраді. Його та інших затриманих підозрюють у передачі російським окупантам авіадвигунів для штурмової авіації. Завдяки цьому, росіяни могли ремонтувати та будувати гелікоптери Мі-8АМТШ-ВН «Сапсан», а також ударні Ка-52 «Алігатор» і Мі-28Н «Нічний мисливець».

## Діяльність

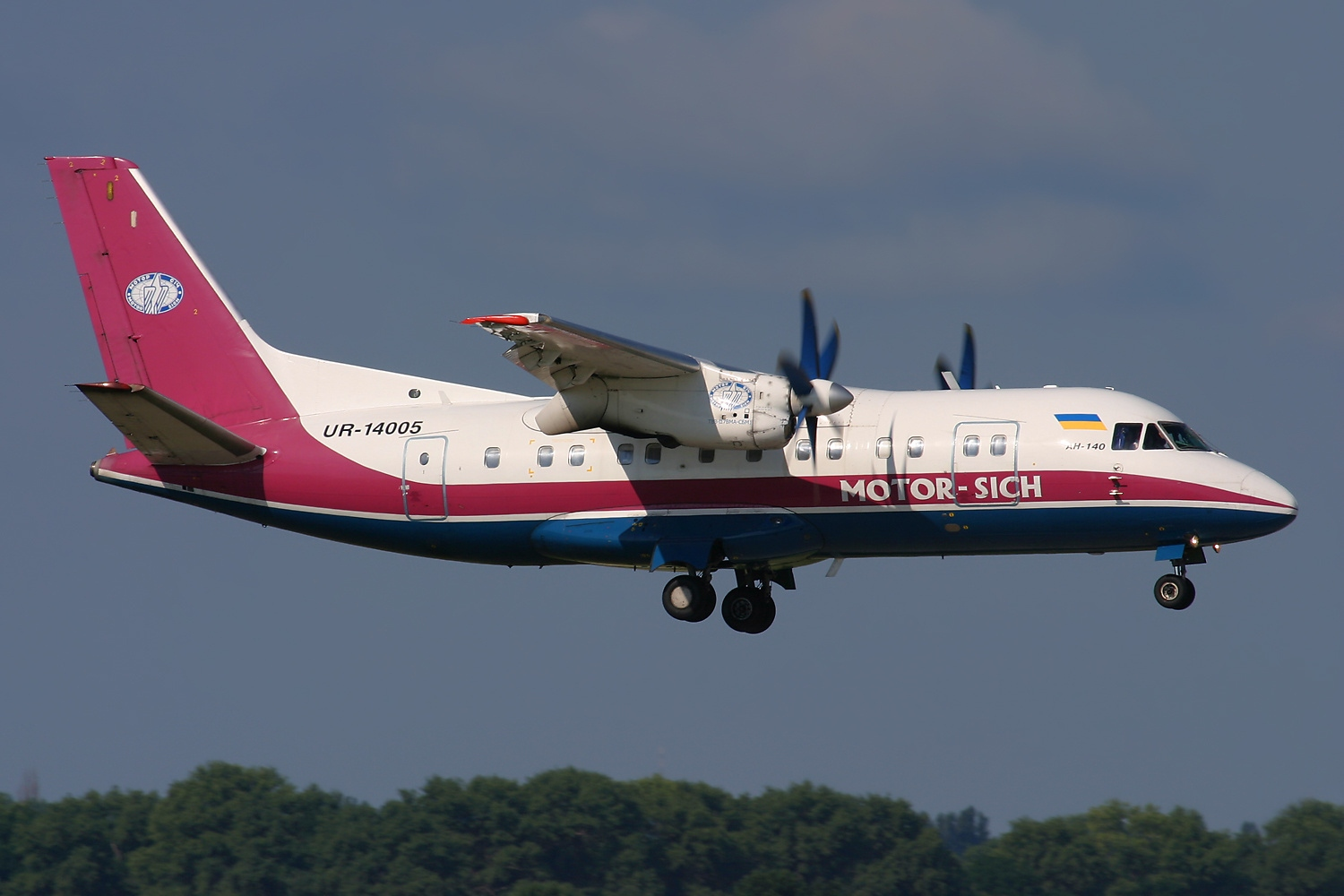
Ан-140 авіакомпанії «Мотор Січ» в Міжнародному аеропорті «Бориспіль»

Головний офіс компанії розташовано в Запоріжжі. Представництва є у Києві, Мінську, Москві.
Авіакомпанія має сертифікат відповідності системи управління якістю вимогам міжнародного стандарту ISO 9001:2008.
Здійснює рейси (станом на червень 2016 року):
- Україною:
  - Київ: «Київ» (Жуляни) — Запоріжжя
  - Київ: Міжнародний аеропорт «Київ» — Львів — Ужгород
  - Київ: Міжнародний аеропорт «Київ» — Одеса
  - міжнародний аеропорт Одеса- Запоріжжя
- До Білорусі:
  - Запоріжжя — Мінськ (тимчасово не працює)

## Флот

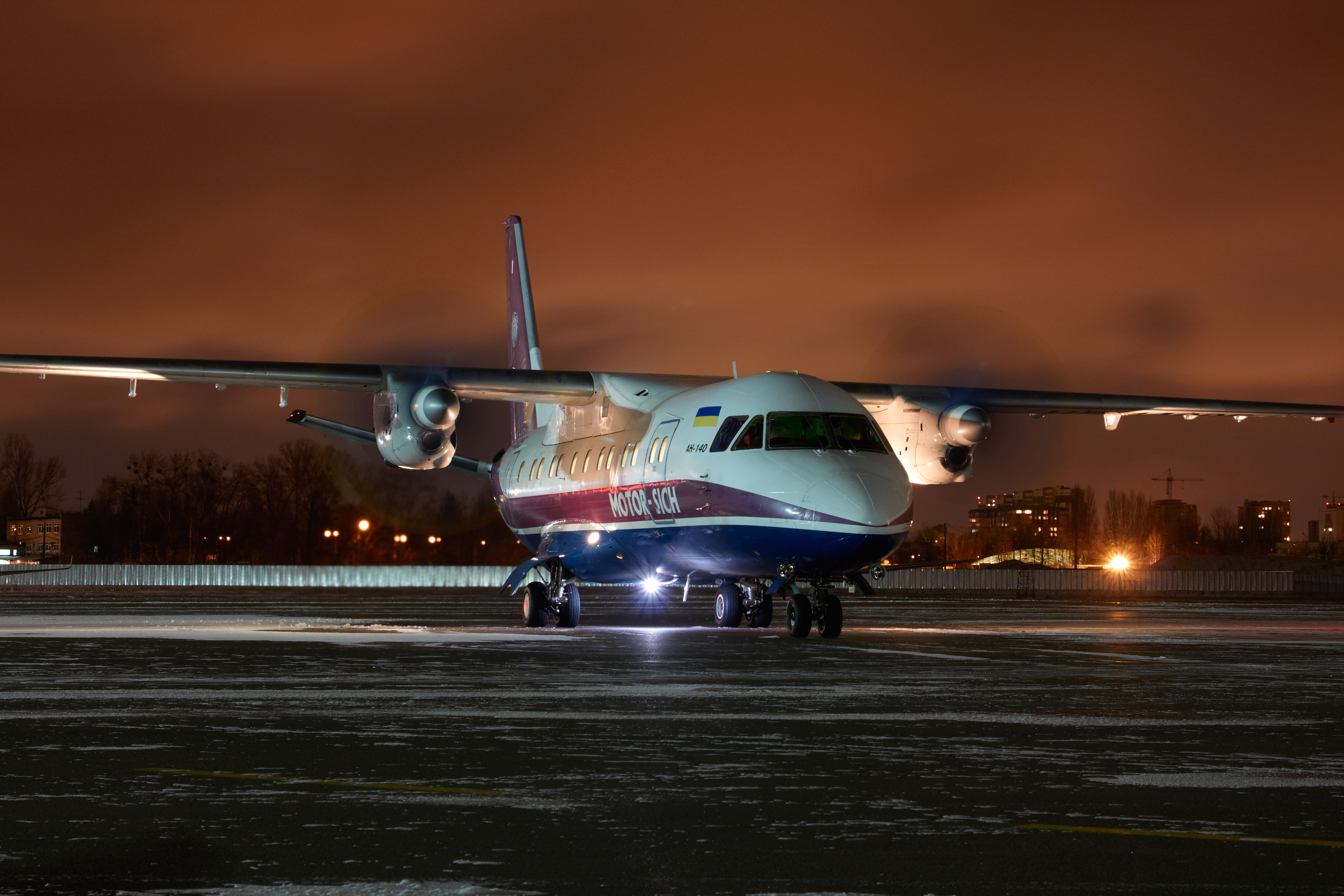
Ан-140 в Міжнародному аеропорті «Київ»

У серпні 2006-го парк компанії складався з:
- 1 Ан-140

На березень 2009 року авіакомпанія мала в своєму складі наступні повітряні судна:
- 1 × Ан-140
- 3 × Ан-12
- 2 × Ан-24РВ
- 1 × Ан-74
- 2 × Як-40

На 2011 рік флот авіакомпанії становив:
- Пасажирські літаки (Як-40 в тому числі і UR-87215 VIP, Ан-140, Ан-24РВ[17]),
- Вантажний літак[18] Ан-12БК UR-11316 1969 року випуску[19] ,
- Вантажопасажирський літак[20] Ан-74ТК-200[21] (на літаку встановлено два турбовентиляторних двигуна Д-36 серії 3А виробництва ПАТ «Мотор Січ», які відповідають вимогам ICAO за низьким рівнем шуму і викиду забруднюючих речовин в атмосферу).

Середній вік літаків на вересень 2016 року — 37,75 років. У той же час середній вік пасажирських літаків без Ан-12 — 34,16 роки. Найстаріший борт — Ан-12 UR-11819 1966 року випуску, а нановіший — Ан-140 UR-14005 2003 року випуску.
Станом на початок 2019 року в флот авіакомпанії входили:
- 1 × Ан-140
- 2 × Ан-12
- 3 × Ан-24 РВ
- 1 × Ан-74
- 3 × Як-40 (UR-VBV в VIP конфігурації)
- 3 × Мі-8
- 2 × Мі-2